# Castletownbere
Pour les articles homonymes, voir Castletown.
Castletownbere (en irlandais Baile Chaisleáin Bhéarra) est une ville de l'ouest du comté de Cork, en Irlande. 
Elle est située sur la côte sud de l'Irlande, sur le port naturel de Berehaven près de l'entrée de la baie de Bantry.
On la connaît également sous le nom de  Castletown Berehaven. Le nom de la ville vient du château disparu de la famille MacCarty et non pas du château de Dunboy, qui était la maison familiale des O'Sullivan-Orge, et plus récemment de la famille des Puxley. Le château de Puxley a été brûlé par l'IRA en 1920.
Le conflit entre l'ancienne famille régnante gaélique et les intrus nouvellement enrichis a formé la base de roman Le Mont-brûlé de Daphne du Maurier (le titre original Hungry Hill est l'éponyme du mont le plus élevé dans la chaîne de Caha).
La ville est jumelée avec la ville française de Locmiquélic.

## Le château de Dunboy
Le château de Dunboy - 3,5 km à l'ouest de la ville - était le siège d'O'Sullivan Beare qui entra en rébellion contre la couronne anglaise avec d'autres seigneurs gaéliques et l'aide de l'Espagne. Le château a été réduit par les forces d'Élisabeth Ire en 1602. O'Sullivan Beare bat alors en retraite avec ses acolytes dans le comté de Leitrim. La résistance d'O'Sullivan Beare a été commémorée en 2002. Une plaque en irlandais et en anglais est apposée sur les ruines de sa forteresse pour « honorer ceux qui ont sacrifié leur vie au service de leur foi en ce lieu ». 
En 1796, Theobald Wolfe Tone et ses alliés ont abordé l'Irlande dans la baie de Bantry sur des navires français. Ils ont jeté l'ancre à Ahabeg, à 7 km à l'est de Castletownbere, mais les rafales étaient si violentes qu'ils ne purent débarquer. Theobald Wolfe-Tone fulminait d'être assez près de l'Irlande pour pouvoir cracher sur le rivage - il déclara : “l'Angleterre n'a pas échappé à un tel péril depuis l'Armada” - peut-être une allusion au fait que les vents défavorables avaient par deux fois déçu les efforts de puissants ennemis de l'Angleterre. 
En novembre 1918 un officier de police du Royal Irish Constabulary de Castletownbere patrouillait la nuit vers le lieudit Eyeries tandis qu'un autre policier patrouillait vers Castletownbere. L'homme de Castletownbere a vu la silhouette de l'autre s'approcher et a paniqué, il a fait feu et l'a blessé mortellement. 
Le port d'eau profonde a été beaucoup utilisé par des contrebandiers jusqu'au XIXe siècle. De 1922 à 1938, l'estuaire de Berehaven fut l'une des trois bases militaires souveraines britanniques établies lors  du Treaty ports dans l'État libre d'Irlande. Le terrain de golf voisin avait fait partie de la base navale royale jusqu'en 1938. 
Le court de tennis se situe à l'emplacement des anciens réservoirs de pétrole. Les guérites des sentinelles existent toujours à l'entrée du parcours de golf et à une jetée sur ce terrain. Ce parcours de golf fut utilisé jusqu'en 1938 pour la distraction des marins de la marine royale.
Près du terrain de golf est le « quai furieux » (Furious Pier). Le 14 mai 1921, trois soldats écossais, McCullen, Edwards et Chalmers, furent abattus à cet endroit par l'IRA. Il s'agissait d'une attaque en représailles à l'exécution de plusieurs hommes de l'IRA, fusillés à Cork quelques semaines auparavant, et faisant partie d'une série d'assauts synchronisés contre les forces britanniques, en dix points différents. Ces meurtres furent l'œuvre des hommes menés par Micheal Og O'Sullivan. Les camarades des soldats paraissaient décidées à se venger à leur tour des Irlandais, mais leurs chefs les firent courir dans les collines, jusqu'à ce qu'ils fussent trop épuisés pour une action quelconque.
Il y eut également un affrontement juste en dehors de la ville entre l'IRA et les membres de Black and Tans (chômeurs britanniques, de l'après-guerre) de la police municipale irlandaise royale, mais il n'y eut pas de blessés.

## Port de pêche
La pêche est l'activité économique principale de Castletownbere, mais seulement depuis le début des années 1950. Dans les années 1990 les bateaux de l'Union soviétique et des pays qui en sont issus venaient à Berehaven pour acheter et transformer le poisson pêché dans la région. Castletownbere est actuellement l'un des 5 principaux ports de pêche d'Irlande. Le port est signalé par le phare de Roancarrigmore.
La région a depuis longtemps attiré les émigrants : ce fut d'abord l'arrivée de familles hollandaises et allemandes et plus récemment un flux de migrants économiques espagnols et d'Europe de l'Est, en particulier lettons et polonais. 
La ville a un consulat espagnol.

## Les manoirs
4.8 km à l'est de la ville se trouve Waterfall House. C'était la résidence officielle du commodore de l'escadre de la Western Approaches (la zone de l'océan Atlantique proche des côtes britanniques), de la Royal Navy, ancré dans Berehaven. La famille van Ehten prenait des vacances en Irlande et tous étant instantanément tombés amoureux de Beara, ils décidèrent de s'installer en Irlande. Waterfall House fut achetée par la famille van Ehten - propriétaires de supermarchés au nord de la Hollande - dans les années 1970.
Dès l'année de leur arrivée le père décédait. La famille d'Ehten a brièvement fréquenté l'auberge Wheel Inn maintenant disparue tout en résidant à Waterfall House. Un autre couple néerlandais l'a alors achetée. Elle a été ensuite revendue à la compagne du réalisateur Neil Jordan.
Aux environs de Waterfall House se trouve l'Hermitage. Ce fut une résidence occasionnelle d'Erskine Hamilton Childers, qui fut Président d'Irlande.

## Les célébrités
Les fils célèbres de la ville incluent : 
- Richard O'Shée (1740-1802), général des armées de la République française, né dans cette ville.
- Timothy Charles Harrington (mort en 1910), autrefois lord-maire de Dublin et membre du parlement britannique. Il est commémoré par une statue à l'extrémité est de la ville.
- Standish James O'Grady (mort en 1928), écrivain, naquit ici où son père était un ecclésiastique de l'Église d'Irlande. Curieusement, Castletownbere ne fait rien pour honorer O'Grady.
- Dr Aiden MacCarthy (1914-1992) est célébré pour son grand courage et son humanité tandis qu'il était prisonnier des Japonais pendant la Deuxième Guerre mondiale, ce qu'il a décrit dans son livre A Doctor's War (Une guerre de médecin). Ses deux filles vivent dans la ville. Nicky dirige un restaurant et Adrienne dirige le célèbre bar McCarthy, sur la place.